# Profi-Wrestler

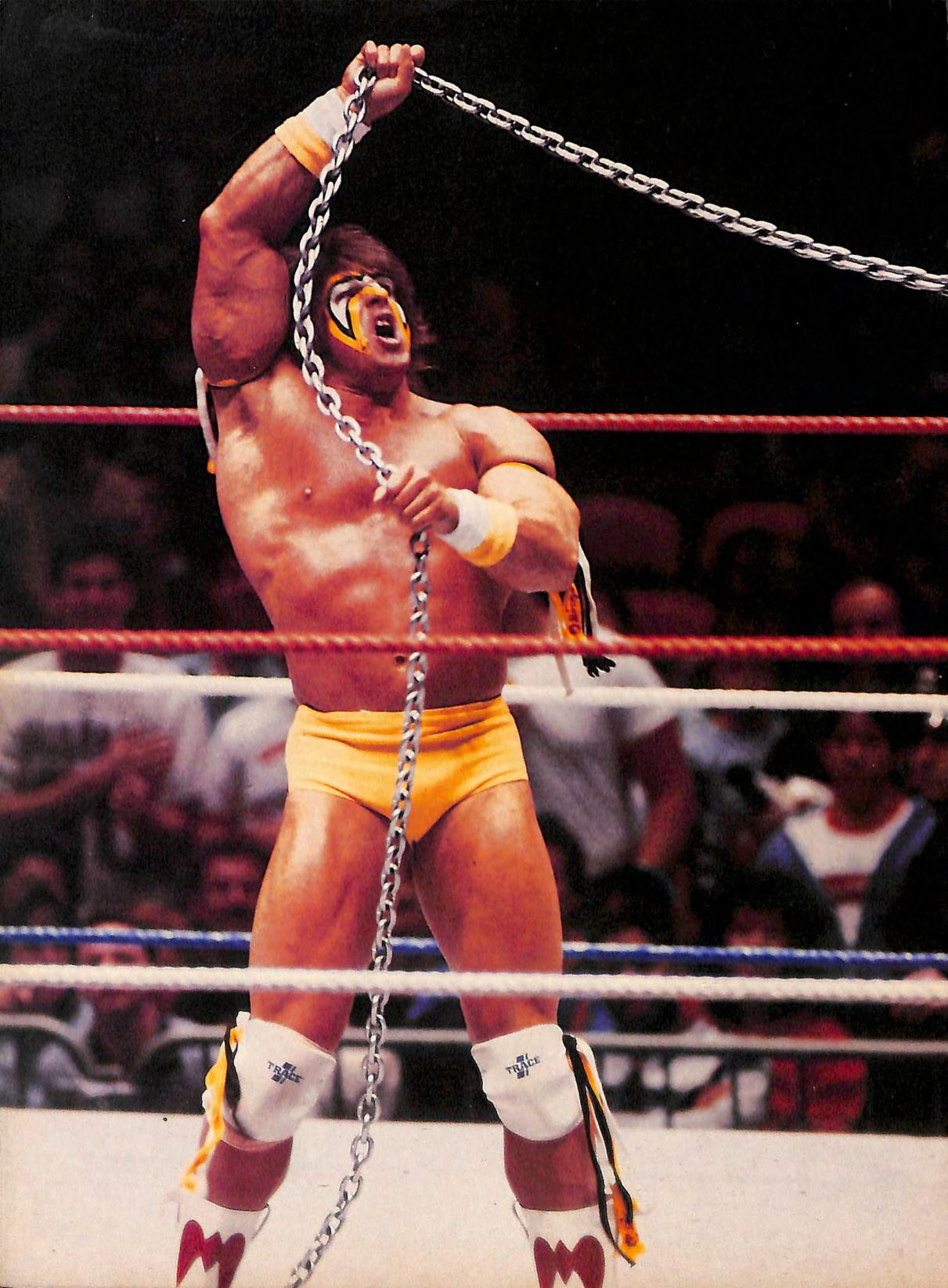
Der amerikanische Wrestlingprofi und Bodybuilder Warrior, 1988

Ein Profi-Wrestler (englisch Professional Wrestler oder Pro Wrestler) ist eine Person, die das moderne Wrestling betreibt.

## Wortbedeutung und -herkunft
Der Ausdruck Professional Wrestler ist im deutschsprachigen Raum nicht gängig. Tatsächlich ist die deutsche Unterscheidung zwischen „Ringer“, also eine Person, die den Ringsport betreibt und „Wrestler“ also eine Person, die „Wrestling“ betreibt ausreichend. Vereinzelt ist noch das Wort „Catcher“ bekannt, das sich von der alten Bezeichnung für Wrestling, dem „Catch-as-catch-can“ beziehungsweise dem „Catchen“ ableitet.

## Bedeutung des Begriffs
Es handelt sich in erster Linie um eine Unterscheidung in der englischen Sprache, da mit dem ursprünglichen „Wrestling“ sowohl das klassische Ringen als auch das Pro-Wrestling gemeint war. Tatsächlich ist der Begriff irreführend, da er von falschen Implikationen ausgeht:

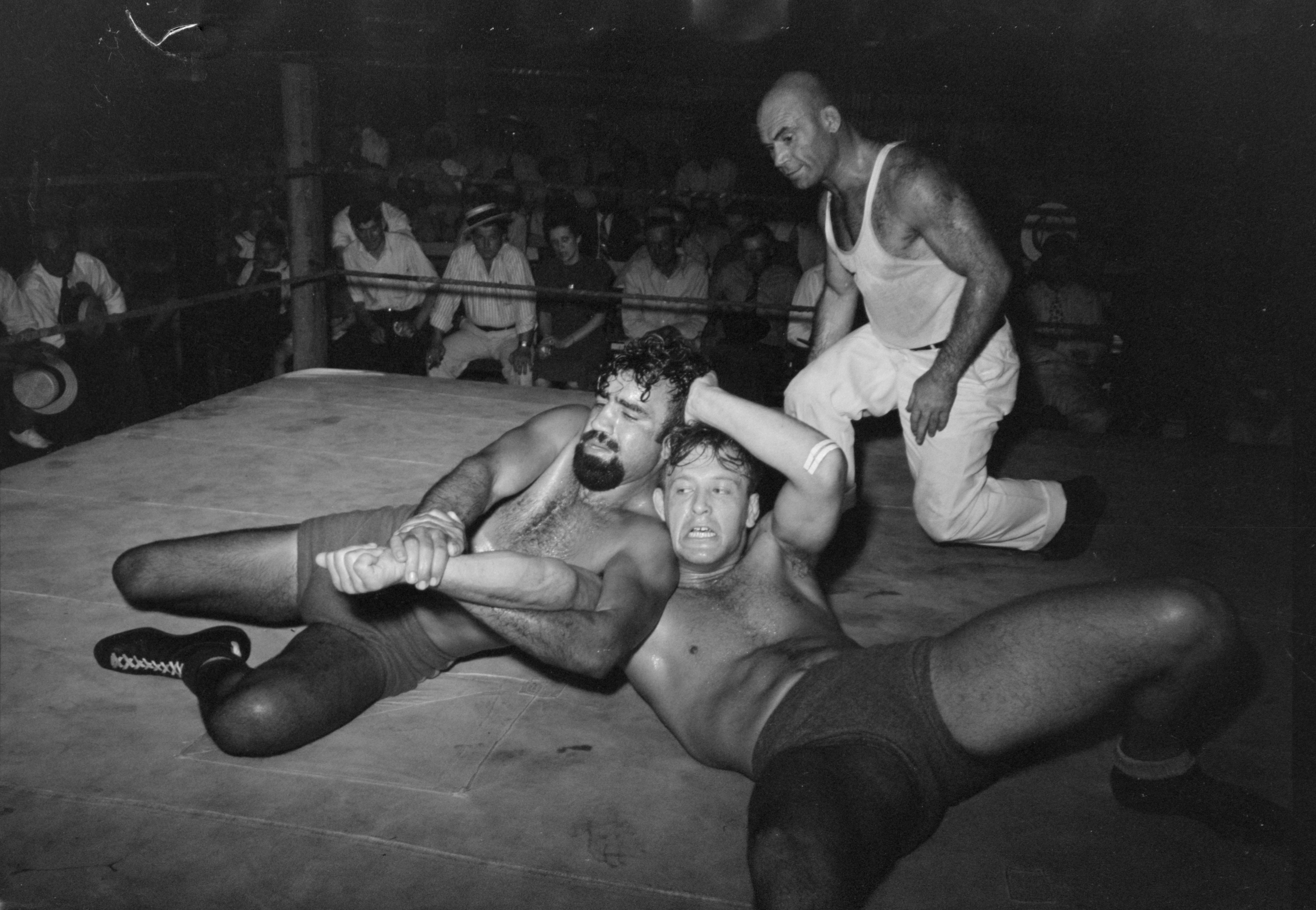
Ein Wrestling-Match 1938, als „Amateur-“ und „Professional“-Wrestling noch nicht soweit auseinanderlagen

Sowohl im Englischen, als auch im Deutschen gibt es in den meisten Sportarten die „Amateure“ und die „Profis“. Dies gehört im englischen Sprachgebrauch zur Illusion des Wrestlings, denn es handelt sich schon seit seiner Entstehung um einen Showkampf, der zwar zu Anfang oft von Amateurwrestlern aufgeführt wurde, der jedoch nie einen sportlichen Wettkampf, wie es der Profisport verlangt, umfasste. Der Wrestler ist also in erster Linie Schauspieler, Kraftathlet und kein schwerathletischer Leistungssportler, wenn er auch sportliches Können mitbringen sollte. Dementsprechend werden die Wrestler im Business selbst „Worker“ (dt. „Arbeiter“) genannt. Eine andere Unterscheidung zwischen Profi- und Amateursport allerdings trifft zu: im Gegensatz zu den Amateurringern werden Wrestler bezahlt.

## Abgrenzung von Profis und Amateuren
Aber auch im Ringen gibt es natürlich Profis, diese werden im englischsprachigen Raum als Amateurwrestler bezeichnet. Der Begriff „Pro-Wrestler“ diente zu Beginn an lediglich der Illusion, dem „Kayfabe“, und bürgerte sich deshalb bis heute im englischen Sprachraum ein.

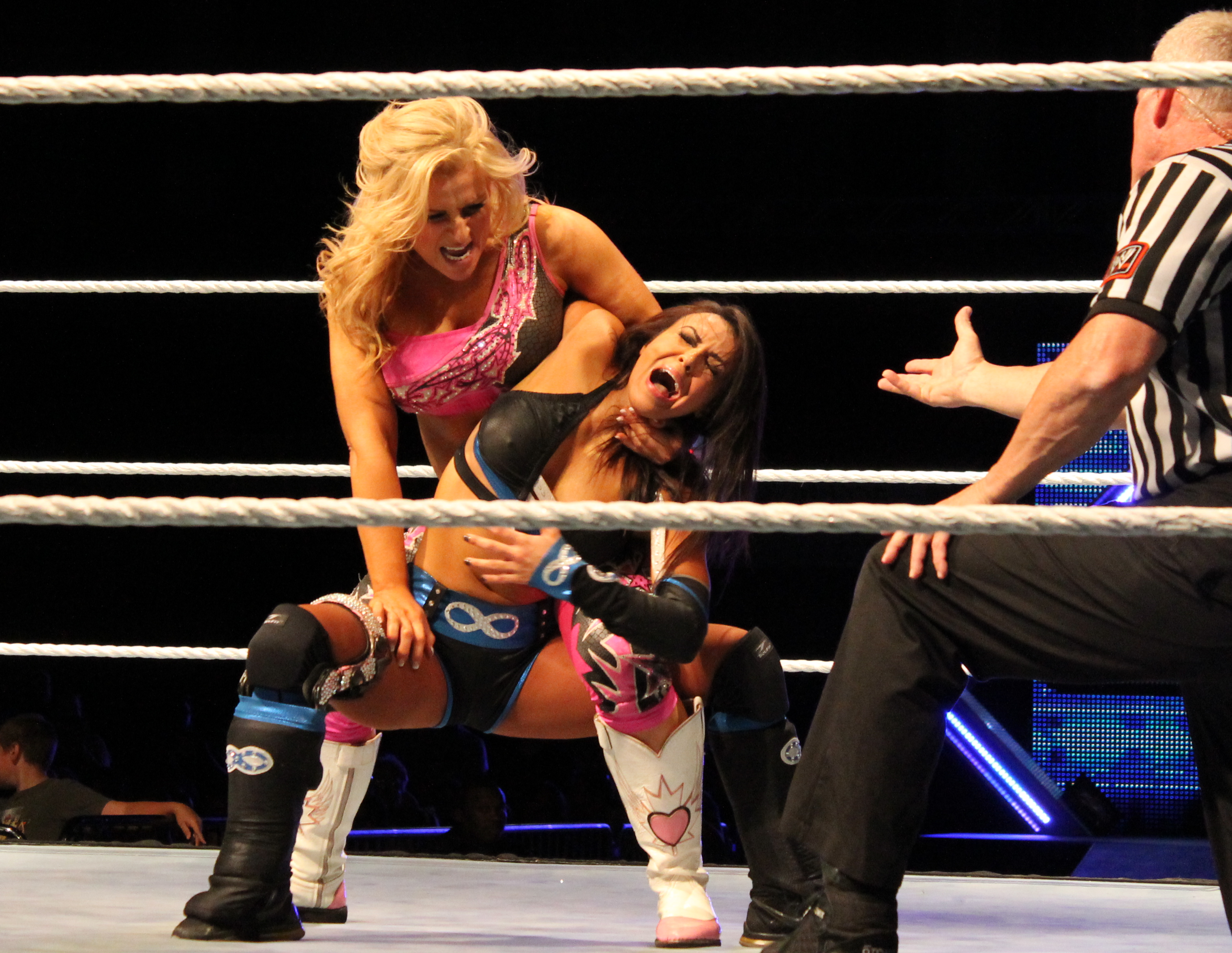
Im Profiwrestling sind auch Frauen wie Natalya (hinten) und Layla vertreten

Früher hatten Wrestler einen Ringerhintergrund und traten oft bei Volksfesten auf, unter den professionellen Spitzenathleten fanden aber auch offene internationale Meisterschaften im Freistilringen statt. Dies hat sich heute durch das Ligensystem gewandelt. Pro-Wrestler durchlaufen heute eine professionelle Ausbildung in einer „Wrestling School“, die meistens von ehemaligen Wrestlern geleitet werden. Quereinsteiger, wie der olympische Ringer Kurt Angle oder der Gewichtheber Mark Henry lernten zunächst in einer Wrestlingschule. Zu Beginn tritt man meistens in kleineren Ligen an. So galt Florida Championship Wrestling als Entwicklungsliga des derzeitigen Marktführers World Wrestling Entertainment (WWE). Dadurch unterscheiden sich Pro-Wrestler vom sogenannten Backyard-Wrestler, der sich das wrestlen selbst beigebracht hat. Diese werden gerne scherzhaft als „amateur professional wrestlers“ bezeichnet. Zu den bekannten Stars, die aus dieser Underground-Kultur hervorgingen, zählen The Hardy Boyz, Matt und Jeff Hardy.